# Piberbach
Piberbach osztrák község Felső-Ausztria Linzvidéki járásában. 2020 januárjában 1875 lakosa volt. 

## Elhelyezkedése

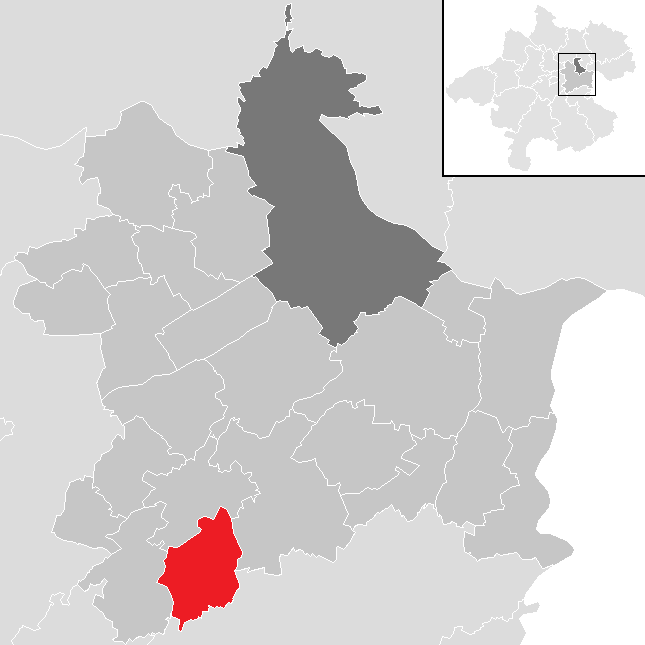
Piberbach a Linzvidéki járásban

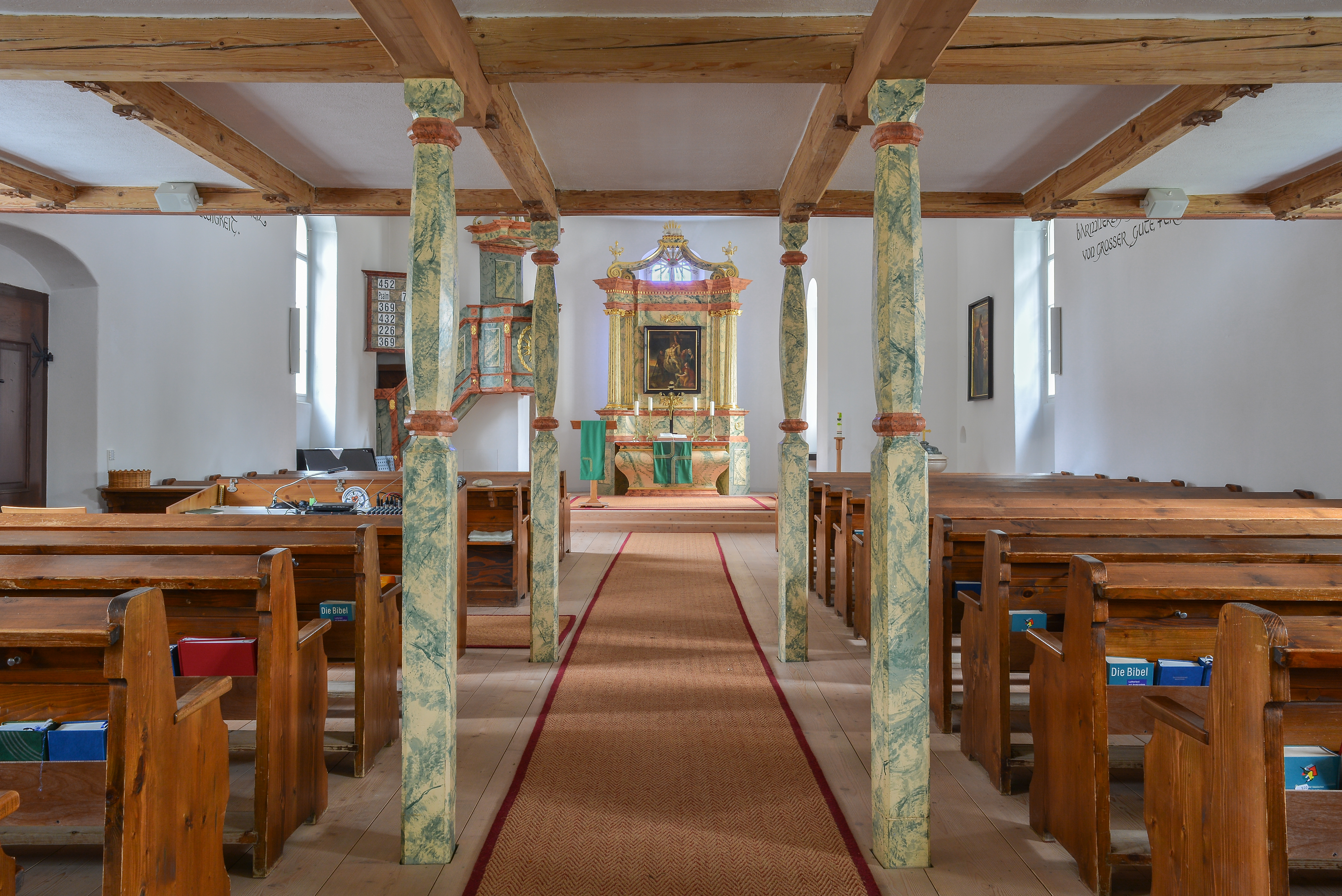
Az evangélikus templom belső tere

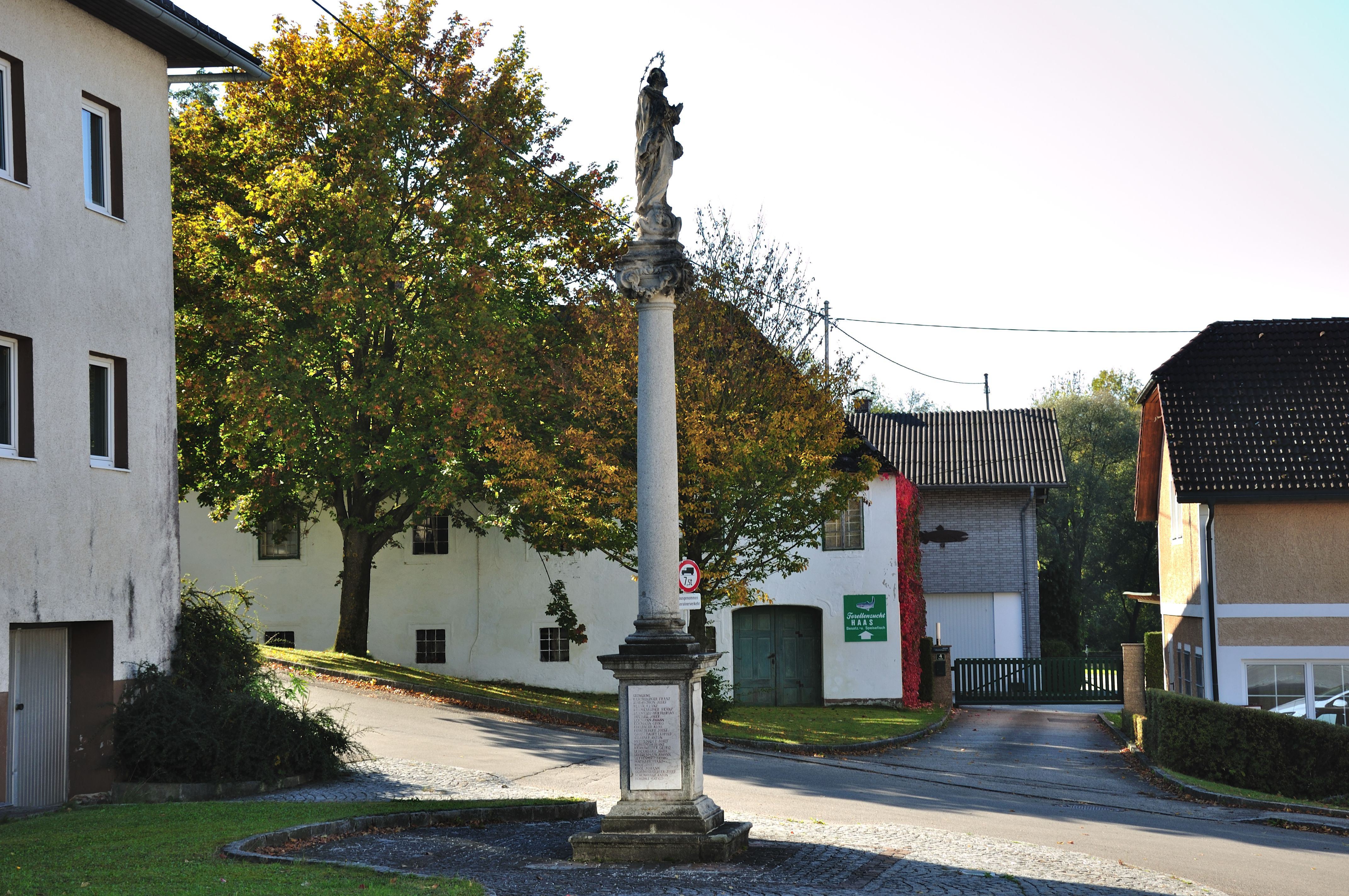
A Szűz Mária-oszlop

Piberbach a tartomány Traunviertel régiójában fekszik az Enns és Traun folyók közötti hátságon, a Piberbach patak mentén. Északnyugati határát a Krems folyó alkotja. Területének 10,4%-a erdő, 78,6% áll mezőgazdasági művelés alatt. Az önkormányzat 6 településrészt, illetve falut egyesít: Brandstatt (159 lakos 2020-ban), Pellndorf (84), Piberbach (864), Siedlung (87), Weifersdorf (521) és Winden (160).  
A környező önkormányzatok: nyugatra Kematen an der Krems, északra Neuhofen an der Krems, északkeletre Sankt Marien, délkeletre Schiedlberg, délre Rohr im Kremstal.  

## Története
Piberbachot először 1035-ben említik az írott források. Térsége eredetileg a Bajor Hercegség keleti határvidékéhez tartozott, a 12. században került át az Osztrák Hercegséghez. 
A napóleoni háborúk során a községet több alkalommal megszállták. 
A köztársaság 01918-as megalakulása után Piberbach Felső-Ausztria tartomány része lett. Miután a Német Birodalom 1938-ban annektálta Ausztriát, az Oberdonaui gauba sorolták be. A második világháború után az ország függetlenné válásával ismét Felső-Ausztriához került.

## Lakosság
A piberbachi önkormányzat területén 2020 januárjában 1875 fő élt. A lakosságszám 1939 óta gyarapodó tendenciát mutat. 2018-ban a helybeliek 95,9%-a volt osztrák állampolgár; a külföldiek közül 1,5% a régi (2004 előtti), 1,6% az új EU-tagállamokból érkezett. 2001-ben a lakosok 80,7%-a római katolikusnak, 8,1% evangélikusnak, 7,9% pedig felekezeten kívülinek vallotta magát. Ugyanekkor 6 magyar élt a községben. 
A népesség változása:

| 2016 | 1 870 |
| 2018 | 1 902 |

## Látnivalók
- a neukemateni evangélikus templom a legrégebbi, erre a célra épült protestáns templomok közé tartozik Ausztriában, 1783-ból származik.
- az 1713-ban emelt Szűz Mária-oszlop

## Fordítás
- Ez a szócikk részben vagy egészben  a   Piberbach című német Wikipédia-szócikk ezen változatának fordításán alapul.  Az eredeti cikk szerkesztőit annak laptörténete sorolja fel. Ez a jelzés csupán a megfogalmazás eredetét és a szerzői jogokat jelzi, nem szolgál a cikkben szereplő információk forrásmegjelöléseként.